# Sharlee D'Angelo
Charles Petter Andreason poznatiji kao Sharlee D'Angelo (27. travnja 1973.) je švedski basist, najpoznatiji kao basist melodičnog death metal sastava Arch Enemy, rock sastava The Night Flight Orchestra i stoner metal sastava Spiritual Beggars.
D'Angelo je također svirao s nekim sastavima kao gost i član sastava, kao što su Mercyful Fate, Dismember, King Diamond, Witchery.

## Uzori
D'Angelo uzorima smatra Rogera Glovera, Glenna Hughesa, Stevea Dawsona, Petera Baltesa i Johna Entwistlea.

## Diskografija
S Mercyful Fateom
- Time (1994.)
- Into the Unknown (1996.)
- Dead Again (1998.)
- 9 (1999.)

S Faceliftom
- State of the Art (1997.)

S IllWillom
- Evilution (1998.)

S Witcheryjom
- Restless and Dead (1998.)
- Dead, Hot and Ready (1999.)
- Symphony of the Devil (2001.)
- Don't Fear the Reaper (2006.)
- Witchkrieg (2010.)
- In His Infernal Majesty's Service (2016.)
- I Am Legion (2017.)

S Sinegryjom
- Beware the Heavens (1999.)

S Arch Enemyjom
- Burning Bridges (1999.)
- Burning Japan Live 1999 (2000.)
- Wages of Sin (2001.)
- Anthems of Rebellion (2003.)
- Doomsday Machine (2005.)
- Live Apocalypse (2006.)
- Rise of the Tyrant (2007.)
- Tyrants of the Rising Sun (2008.)
- The Root of All Evil (2009.)
- Khaos Legions (2011.)
- War Eternal (2014.)
- Will to Power (2017.)
- Deceivers (2022.)

S Dismemberom
- Hate Campaign (2000.)

S Spiritual Beggarsom
- Demons (2005.)
- Return to Zero (2010.)
- Earth Blues (2013.)
- Sunrise to Sundown (2016.)

S The Night Flight Orchestraom
- Internal Affairs (2012.)
- Skyline Whispers (2015.)
- Amber Galactic (2017.)
- Sometimes the World Ain't Enough (2018.)
- Aeromantic (2020.)
- Aeromantic II (2021.)

## Vanjske poveznice
- Službena stranica sastava Arch Enemy